# Lac Tumba
Le lac Ntomba ou Lac Tumba, est un lac de la province de l'Équateur en République démocratique du Congo, situé à mi-distance de Mbandaka et le lac Mai-Ndombe. La principale localité sur ses rives est Bikoro. Le lac se déverse dans le fleuve Congo par le canal Tumba–Irebu.

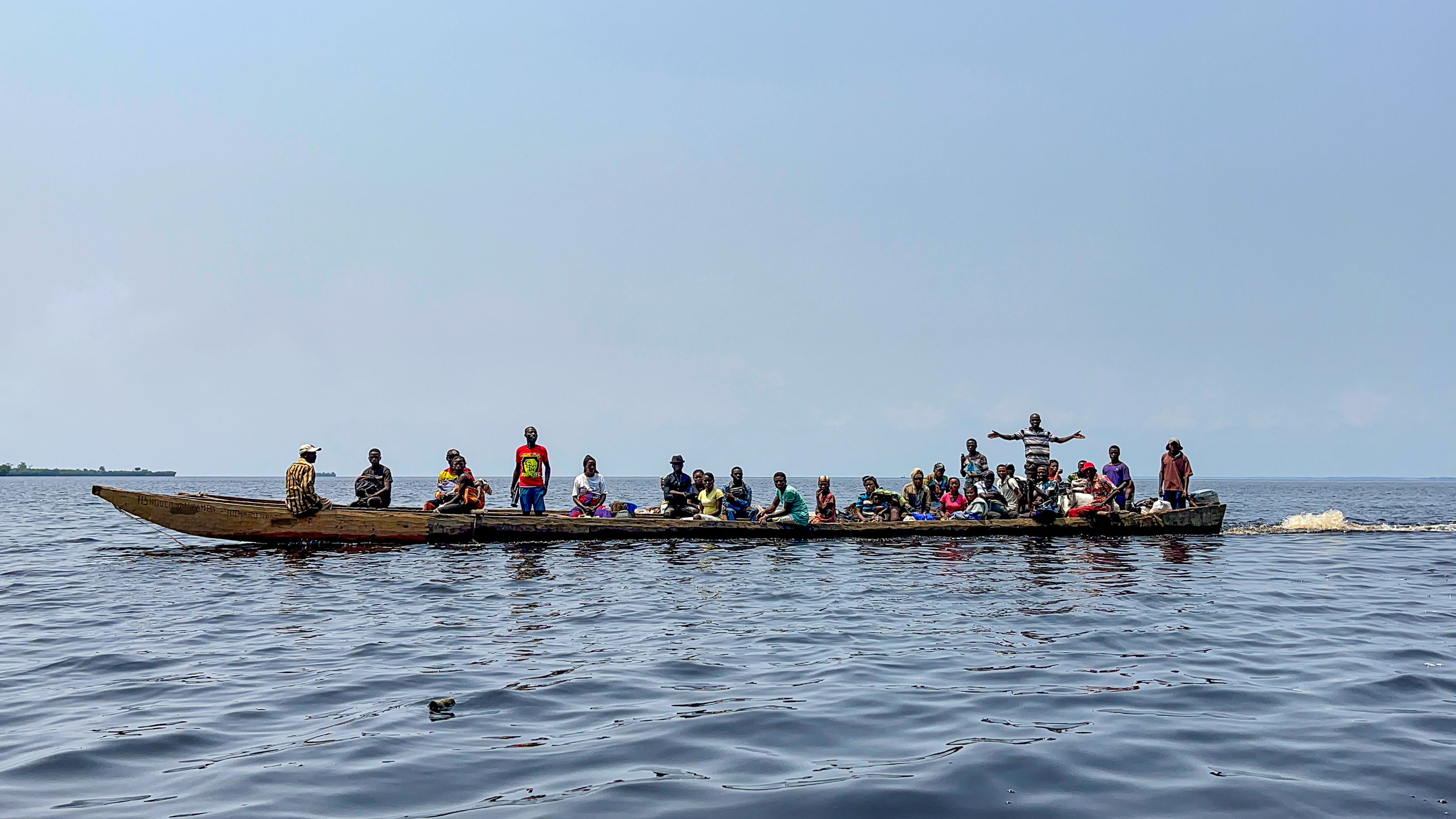
Pirogue sur le lac Tumba.

## Villes côtières
- Ikoko Bonginda